# Lampsilis dolabraeformis
Lampsilis dolabraeformis är en musselart som först beskrevs av I. Lea 1838.  Lampsilis dolabraeformis ingår i släktet Lampsilis och familjen målarmusslor. IUCN kategoriserar arten globalt som sårbar. Inga underarter finns listade i Catalogue of Life.